# 微籽龙胆
微籽龙胆（学名：Gentiana delavayi）为龙胆科龙胆属的植物，是中国的特有植物。分布在中国大陆的云南、四川等地，生长于海拔1,450米至3,850米的地区，多生长于山坡草地、路旁及灌丛中。